# Абдулах ел Хајбари
Абдулах Мохамед ел Хајбари (арап. عبد الله الخيبري‎, романизовано Abdullah Mohammed Al-Khaibari; Ријад, 16. август 1996) професионални је саудијски фудбалер који игра у средини терена на позицији дефанзивног везног играча.

## Клупска каријера
Професионалну каријеру започео је у редовима екипе Ал Шабаба из родног Ријада за коју је дебитовао у фебруару 2017. године

## Репрезентативна каријера
За сениорску репрезентацију Саудијске Арабије дебитовао је 26. фебруара 2018. у пријатељској утакмици против селекције Молдавије. 
Био је део националног тима и на Светском првенству 2018. у Русији, али није одиграо ни једну од три утакмице у  групи А.